# Gamma2 Normae
Gamma2 Normae (γ2 Nor / HD 146686 / HR 6072 / HIP 80000) es una estrella en la constelación de Norma. Junto a Gamma1 Normae (γ1 Nor) comparten la denominación de Bayer Gamma, aunque son estrellas totalmente independientes. Gamma2 Normae se encuentra a 128 años luz de distancia de la Tierra, mientras que Gamma1 Normae está unas once veces más alejada, a 1440 años luz. Gamma2 Normae, con magnitud aparente +4,01, es la estrella más brillante de la constelación.
Gamma2 Normae es una gigante amarilla de tipo espectral G8III y 4735 K de temperatura. Brilla con una luminosidad equivalente a 45 soles, tiene un diámetro 10 veces mayor que el del Sol y una masa entre 2 y 2,5 veces la masa solar. Su edad está comprendida entre 600 y 1400 millones de años, en función de lo que haya avanzado en su evolución. Su velocidad de rotación proyectada es de 12 km/s, implicando un período de rotación igual o inferior a 41 días.
Una estrella de magnitud +10 —catalogada como compañera binaria de Gamma2 Normae— parece no estar gravitacionalmente unida a ella, siendo sólo una estrella situada en la misma línea de visión. La separación visual entre ambas estrellas era de 25 segundos de arco en 1834 mientras que en 1959 había aumentado a 45 segundos de arco.